# Политориум
Политориум (на латински: Politorium) е град в древен Лацио, Италия. Намирал се близо до град Ланувиум.
Политориум е град от Латинсия съюз. През 7 век пр.н.е. римският цар Анк Марций превзема град Политориум. Жителите на града са заселени като римски граждани на хълма Авентин в Рим. Когато празният Политориум е заселен от други латински племена цар Анк отново превзема града и го разрушава.